# Voie navigable historique
Une voie navigable historique est un itinéraire  fréquenté depuis des siècles, parfois des millénaires; au début par les autochtones, ensuite par les explorateurs, missionnaires ou marchands; suivant une ou plusieurs rivières ou lacs, particulièrement en Amérique du Nord ; parfois interconnectées par des portages, parsemés de sites de campements, poste de traite, fortin militaire, poste de traite fortifié comme le Fort Michilimakinac. Lorsque les portages étaient trop nombreux; il était plus avantageux de passer par un sentier terrestre de plusieurs dizaines de kilomètres pour atteindre un autre plan d'eau. Avec le progrès et l'augmentation de la population, des villages et des villes  furent construites aux endroits favorables. Des pistes et des routes furent plus tard construites parfois en suivant des tronçons de ces voies millénaires.  Les plus anciennes routes du Canada sont les rivières et les lacs que les autochtones empruntent en canot l'été ou dont ils suivent le cours gelé l'hiver. Le réseau de voies navigables est si pratique que les explorateurs, les colons et les militaires suivent l'exemple des autochtones.  

## Exemples
- Fleuve Saint-Laurent aux Grands Lacs (Amérique du Nord).
- Rivière Saguenay
- Route des fourrures; voie navigable en canot qui reliait Tadoussac à la Baie d'Hudson. Les voyageurs et les coureurs des bois l'empruntaient pour se rendre dans les régions où les animaux à fourrures abondaient. Ils pouvaient se déplacer d'un poste de traite à l'autre, à la rencontre des Amérindiens avec qui ils effectuaient le troc.
- Rivière des Outaouais au Grands Lacs (Amérique du Nord) et Pays-d’en-Haut.
- Rivière Saint-Maurice
- Sentier des Jésuites; reliait la ville de Québec et le Lac Saint-Jean par les Laurentides
- Rivière Richelieu et  Fleuve Hudson; Unies par le Grand passage (Grand Pass, eng.) ou fut construit le Fort Edward entre le Lac George  et la vallée de l'Hudson. Utilisée par Dieskau, Johnson, Montcalm, Abercrombie, Burgoyne.
- Rivière Saint-François et Connecticut (fleuve); importante route Amérindienne, du Canada au New-Hampshire et Vermont via la Rivière Magog, le Lac Memphrémagog, puis les rivières Clyde et Nulhegan jusqu'au fleuve Connecticut, cartographié par Joseph Blanchard en 1756, (Voie empruntée par Robert Rogers  après le raid contre les indiens d'Odanak) . À l'ouest du lac Memphrémagog; un sentier de portage suivait approximativement le chemin de Vale Perkins; jusqu'à la Rivière Missisquoi et menait au Lac Champlain.
- Chaudière-Kennebec; voie utilisée par les Abénaquis de l'Est pour voyager vers les Missions jésuites en Nouvelle-France près de  la ville de Québec; Sillery, Lorette (Wendake) et mission du Sault de la Chaudière.
- Chemin du Portage;  passage important reliant le Bas-Saint-Laurent, l'Acadie, et l'Atlantique par le Fleuve Saint-Jean.
- Voie Trois-Pistoles, Madawaska, Fleuve Saint-Jean.
- Rivière Etchemin; Utilisée par la tribu Etchemin ou Malécites pour se rendre à Québec; des portages permettent l'accès au village fortifié Malécite de Médoctec, au bord du Fleuve Saint-Jean et l'Acadie.
- Rivière Yamaska Fleuve Saint-Laurent
- Rivière Androscoggin; à partir de l'extrême sud de la rivière Kennebec jusqu'au Lac Champlain en passant par la rivière Lamoille, qui se jette dans le lac Champlain dans le Sand Bar State Park. Ce passage passe par les Montagnes Blanches et les Montagnes Vertes, croise le fleuve Connecticut qui permettait de rejoindre le sud du Québec près de la vallée du Lac Memphrémagog et de la rivière Coaticook. Les missions amérindiennes diverses comme Odanak, Wôlinak, Kahnawake, Oka, et les Abénakis de l'est; particulièrement du Maine, utilisait cette route qui permettait le voyage du nord au sud; d'est en ouest ou l'inverse.
- Sentier Connecticut-Chaudière; sentier amérindien qui reliait la vallée du haut fleuve  Connecticut à la  Rivière Chaudière à Sartigan, aujourd'hui Saint-Georges (Québec)[2]. Le sentier commençait aux sources de la Connecticut, passait à l'ouest du Mont Mégantic, sur la rive nord du lac McKenzie, à environ 5 km au nord de la Baie-des-Sables sur la rive du Lac Mégantic et continuait à courte distance le long de la rivière Chaudière jusqu'à Sartigan[3].
- Ancien sentier  Connecticut; Miskimmayagat, (grand sentier)[4]. Sentier amérindien entre la Rivière Charles, affluent de la Baie du Massachusetts, et la vallée du fleuve Connecticut. Le sentier, d'est en ouest, arrivait à environ 20 km au sud de Springfield (Massachusetts).
- Sentier Mohawk; sentier amérindien qui, via l'Ancien sentier Connecticut reliait les tribus Atlantique avec les tribus dans l'état de New York et au-delà. Il suivait la rivière Millers, Deerfield et traversait les Monts Hoosac, dans la région qui est maintenant le nord-ouest du Massachusetts, puis atteignait le fleuve Hudson.
- Rivière Mohawk; voie qui mène du fleuve Hudson à Oswégo, au bord du Lac Ontario en prenant la rivière Wood Creek. Le portage Onéida (longueur 1.6  à 6,6 kilomètres selon le niveau des eaux) relie les deux rivières. Plusieurs forts y furent construits; Fort Bull, Fort Stanwix.
- Vallée de l'Ohio; à partir du Fort de la Presqu'île, au bord du Lac Érié, un portage de 24 kilomètres jusqu'au  Fort Le Boeuf, puis la Rivière au Bœuf (nommée French Creek par les britanniques), jusqu'au Fort Machault, ensuite, la rivière Allegheny se rendait jusqu'au  Fort Duquesne, (aujourd'hui Pittsburgh)[5]. C'est à cet endroit que la rivière Ohio prenait son nom, rejoignait le Pays des Illinois puis la Louisiane via le Mississippi (fleuve).
- Voie navigable Fox-Wisconsin aux États-Unis.
- Rivière Pigeon (Minnesota-Ontario); rivière qui fut une importante voie de communication par les Amérindiens nommée  Kitchi Onigaming (“la place du grand déplacement”), et à l'époque de la Nouvelle-France, pour les trappeurs et les coureurs des bois qui naviguèrent sur ses eaux en canoés lors de leurs explorations, puis expéditions vers le lac des Bois et la baie d'Hudson pour commercer avec les différentes tribus; aussi parcourue par Pierre Gaultier de Varennes et de La Vérendrye. Le Monument national de Grand Portage fut créé dans le but de préserver un centre vital de l’activité de la Traite des fourrures mais aussi un héritage de la culture locale Ojibwé.
- Rivière Mohawk et fleuve Susquehanna; trajet à partir de la rivière Mohawk (état de New York), portage de 23 kilomètres jusqu'au Lac Otsego, qui est la source du fleuve Susquehanna, jusqu'à la baie de Chesapeake[6].
- Route frontalière des Voyageurs: Pierre-Esprit Radisson, Pierre Gaultier de Varennes et de La Vérendrye, Jacques de Noyon, Daniel Greysolon, sieur du Lhut, Claude-Jean Allouez, Claude Dablon et Jacques Marquette furent parmi ces pionniers qui s'aventurèrent, au-delà du Pays-d'en-Haut et des Grands Lacs, par cette voie d'eau pour la traite des fourrures avec les diverses Nations amérindiennes.
- Rivière Maumee et rivière  Wabash; Un portage de 10 à 15 kilomètres situé près de  Fort Wayne (Indiana) unissait les deux rivières. Le passage entre le fleuve St-Laurent, les Grand Lacs et le fleuve Mississippi était possible.
- Rivière Rouge de Sud, La Rivière Rouge (en anglais : Red River), parfois appelée la Rivière Rouge du Sud, un des principaux affluents du fleuve Mississippi. La Rivière Rouge prend naissance dans le Texas Panhandle, et coule en direction de l'est.  Peu après être entré dans l'Arkansas il bifurque brutalement vers le sud et se dirige vers la Louisiane et se jette dans le Mississippi.
- Rivière Platte, affluent de la rivière Missouri, mesure environ 500 km de long et est localisée dans l'ouest des États-Unis, elle est un des plus grands affluents du Missouri. Elle s'écoule dans le centre des Grandes Plaines, au Nebraska, dans l'est des Montagnes Rocheuses du Colorado et du Wyoming. Bien que n'étant pas navigable, la rivière joue un rôle historique important dans l'exploration vers l'ouest. Initialement appelée Nébraska par les Otoe, puis les trappeurs français, elle a donné son nom à l'État du Nebraska.
- La Piste des Larmes, passage suivi par eau ou sur des sentiers vers la rive ouest du Mississippi (fleuve) après la loi sur la déportation des indiens (Indian Removal Act) proposée par le président Andrew Jackson et signée le 28 mai 1830.